# Saturnino Meza Deza
Saturnino Meza Deza es un escritor y político peruano. Fue alcalde del distrito de Daniel Alomía Robles entre 1996 y 2002.
Nació en Tingo María, Perú el 6 de mayo de 1942, hijo de Aurelio Meza Obregón y Guillermina Meza Bulege. Cursó sus estudios primarios en la localidad de Pumahuasi y los secundarios en Tingo María. Entre 1975 y 1979 cursó estudios superiores de Economía obteniendo el grado de Bachiller.
Su primera participación política fue en las elecciones municipales de 1986 cuando se presentó como candidato de la Izquierda Unida para la alcaldía distrital de Daniel Alomía Robles sin obtener la elección. Volvió a postular a ese cargo en las elecciones municipales de 1995 por una lista independiente obteniendo la representación y siendo reelegido en las elecciones de 1998 cuando se presenetó por el movimiento fujimorista Vamos Vecino. En las elecciones regionales del 2002 fue candidato a vicepresidente regional de Huánuco por Perú Posible junto a Elías Wilfredo del Carpio Gómez quien era candidato a presidente regional. Asimismo, volvió a tentar la alcaldía de Daniel Alomía Robles en las elecciones del 2010 y del 2014 tanto por Somos Perú como por Perú Posible respectivamente sin éxito en ninguna de las dos oportunidades.
Además de su carrera política, es escritor habiendo escrito Monografía a Tingo María en los años 1970. En 1998 obtuvo una mención honrosa en el Premio del Cuento Ciudad de Huánuco con su cuento "El Rogorrinre".